# 监地站
监地站，位于内蒙古乌兰察布市丰镇市，邮政编码012100，建于1989年，是京包铁路的一个车站。离北京站434公里，离包头站398公里。距上行车站丰镇站7公里，距下行车站新安庄站9公里。该站隶属呼和浩特铁路局集宁车务段。不办理客运业务和货运业务，为五等车站，本站及相邻上下行区间均为电气化区段。